# Tampico (Tamaulipas)
Tampico is een stad in Tamaulipas in Mexico, gelegen aan monding van de Río Pánuco aan de Golf van Mexico. Het is het economische centrum van de golfregio. Het ligt nabij een rijk aardolieveld en het is een van de belangrijkste havens van het land. Tampico heeft 303.635 inwoners (census 2005) en in de agglomeratie wonen 769.070 mensen.
De stad werd gesticht in 1554. De naam komt van het Huaxteekse tampiko en betekent "plaats van de otters". De stad is omringd door lagunes waar veel otters in leven.
De eerste Coca-Colafabriek in Mexico was gebouwd in Tampico en ook de eerste commerciële vlucht in Mexico begon in Tampico.

## Geboren
- Ernesto Corripio Ahumada (1919-2008), rooms-katholiek geestelijke
- Linda Christian (1923-2011), actrice
- Joaquín del Olmo (1969), voetballer
- Iván Contreras (1974), volleyballer
- Rodolfo Pizarro (1994), voetballer